# Felix Nmecha
Felix Kalu Nmecha (* 10. Oktober 2000 in Hamburg) ist ein deutsch-englischer Fußballspieler. Er spielte in seiner Jugend für Manchester City. Zur Saison 2021/22 wechselte Nmecha gemeinsam mit seinem Bruder Lukas in die Bundesliga zum VfL Wolfsburg. Der Mittelfeldspieler steht seit dem 3. Juli 2023 bei Borussia Dortmund unter Vertrag. Er kam sowohl für englische wie auch deutsche Nachwuchsnationalteams zum Einsatz und läuft seit März 2023 für die deutsche A-Nationalmannschaft auf.

## Familie
Nmecha wurde als Sohn einer deutschen Mutter und eines nigerianischen Vaters in Hamburg geboren. 2007 wanderte die Familie nach England aus. Er besitzt daher die deutsche und britische Staatsbürgerschaft. Sein älterer Bruder Lukas (* 1998) ist ebenfalls Fußballspieler.

## Karriere

### Im Verein

#### Anfänge in Manchester
Nmecha kam als Kind in die Jugendabteilung von Manchester City und durchlief diese bis zur U19, mit der er in den Spielzeiten 2017/18 und 2018/19 zudem in der UEFA Youth League spielte. In der Saison 2017/18 kam Nmecha bereits zu drei Einsätzen in der U23, in denen er einen Treffer erzielte. Seit der Saison 2018/19 steht er fest im Kader der U23. Am 12. Dezember 2018 stand Nmecha im letzten Champions-League-Gruppenspiel unter Pep Guardiola erstmals im Spieltagskader der ersten Mannschaft, kam beim 2:1-Sieg gegen die TSG 1899 Hoffenheim jedoch nicht zum Einsatz. Am 23. Januar 2019 debütierte er in der ersten Mannschaft, als er beim 1:0-Sieg im Halbfinal-Rückspiel des EFL Cup gegen den Drittligisten Burton Albion im Laufe der zweiten Halbzeit eingewechselt wurde; beim Titelgewinn gegen den FC Chelsea stand Nmecha nicht im Kader. Dies blieb sein einziger Einsatz in der Profimannschaft. Neben vier Einsätzen (ein Tor) für die U19 in der UEFA Youth League und einem Einsatz für die U18 spielte Nmecha in der Saison 2018/19 vierzehnmal für die U23.
In der Saison 2019/20 spielte Nmecha in der Profimannschaft keine Rolle. Da er ab dem Saisonbeginn verletzungsbedingt für mehrere Monate ausgefallen war und die Spielzeit im Nachwuchsbereich aufgrund der COVID-19-Pandemie im März 2020 nicht mehr weiter fortgeführt werden konnte, kam er lediglich zu vier Einsätzen in der U23, in denen er zwei Tore schoss.
Zu Beginn der Saison 2020/21 konnte Nmecha mit drei Toren in drei Spielen in der U23 auf sich aufmerksam machen und wurde auch von Guardiola wieder berücksichtigt. So stand er sowohl in der Champions League als auch im EFL Cup, den Manchester City gewann, bei einigen Spielen im Spieltagskader. Anfang November 2020 kam der 20-Jährige zu seinem zweiten Profieinsatz, als er in der Champions League beim 3:0-Sieg gegen Olympiakos Piräus kurz vor dem Spielende eingewechselt wurde. Für die Profis folgte im Januar 2021 ein weiterer Einsatz im FA Cup. Für die U23 erzielte der offensive Mittelfeldspieler in dieser Saison in 20 Ligaeinsätzen 10 Tore. Anschließend verließ er den Verein mit seinem Vertragsende.

#### VfL Wolfsburg
Zur Saison 2021/22 wechselte Nmecha gemeinsam mit seinem Bruder Lukas in die Bundesliga zum VfL Wolfsburg, bei dem er einen bis zum 30. Juni 2024 gültigen Vertrag unterschrieb. Am 8. Spieltag wurde Felix bei seinem Debüt für die Wölfe eingewechselt, wohingegen Lukas bereits von Beginn an auf dem Feld stand. Somit liefen sie als erstes Brüderpaar für den Verein in der Bundesliga auf. Vor allem zwischen November 2021 und Januar 2022 verlief die Ligasaison unbefriedigend für die Wolfsburger. Zwischen dem 12. und dem 20. Spieltag gelang ihnen kein Sieg, phasenweise verloren sie sogar sechsmal in Folge. Für Nmecha blieb, anders als seinem Bruder, sowohl unter Mark van Bommel wie auch dessen Nachfolger Florian Kohfeldt häufig nur ein Platz auf der Bank oder gar der Tribüne. Er wurde lediglich einmal von Beginn an aufgestellt, da beide Trainer auf einen anderen Neuzugang, Aster Vranckx, sowie den etablierten Mittelfeldspieler Maximilian Arnold, setzten. Darüber hinaus konnten sowohl Vranckx wie auch Nmecha von dem Umstand profitieren, dass mit Xaver Schlager eine weitere Stammkraft im Mittelfeld große Teile der Spielzeit aufgrund eines Kreuzbandrisses verpasste. In der Saisonendphase, als die Mannschaft mit 1:6 gegen den späteren Vizemeister Borussia Dortmund verlor, bereitete Nmecha das Tor seines Mitspielers Ridle Baku vor. Während der Mittelfeldspieler beim 0:2-Aus in der 1. Runde des DFB-Pokals gegen den Regionalligisten Preußen Münster nicht im Kader stand, durfte er zumindest mit zwei Kurzeinsätzen seine ersten Erfahrungen in der Champions League sammeln. Aus diesem Wettbewerb schied der VfL mit fünf Punkten als Gruppenletzter aus.
Zur Saison 2022/23 verlieh der VfL Wolfsburg, den nun Niko Kovač als Trainer übernommen hatte, Aster Vranckx und auch der österreichische Nationalspieler Xaver Schlager verließ den Verein. Neben Mattias Svanberg verpflichteten die Vereinsverantwortlichen für das Mittelfeld den Kroaten Bartol Franjić. Unter Kovač lief es für Wolfsburg vor allem in der Rückrunde besser und am Saisonende verpasste man als Siebter sogar nur um einen Punkt die Qualifikation für den Europapokal. Auch Nmecha hatte nun einen durchaus größeren Einfluss auf die Mannschaftsleistung, kam auf 32 Saisonspiele und 19 Startelfmandate. Da Kovač anders als seine Vorgänger häufiger mit einem Offensivspieler hinter dem Sturmzentrum spielen ließ und neben Kapitän Maximilian Arnold verschiedene Spieler im zentralen sowie defensiven Mittelfeld eingesetzt wurden, spielte Nmecha verstärkt im offensiven Mittelfeld. Seine statistisch effektivste Phase hatte er zwischen dem 11. und dem 16. Spieltag inmitten einer Serie von letztendlich zehn Spielen ohne Niederlage. Erst holte Nmecha gegen Bayer 04 Leverkusen einen Strafstoß heraus, den Arnold verwandelte (Endstand 2:2), dann assistierte ihm Arnold seinerseits zweimal für zwei Kopfballtreffer beim 4:0-Erfolg über Bochum. Dann gelangen ihm in den nächsten vier Spielen noch drei weitere Vorlagen. Nach einem zwischenzeitlichen Leistungstief von Team und Spieler sammelte zumindest Nmecha ab April 2023 wieder einige Scorerpunkte, Wolfsburg leistete sich jedoch an den letzten vier Spieltagen drei Niederlagen.

#### Borussia Dortmund
Zur Saison 2023/24 wechselte Nmecha zum Ligakonkurrenten Borussia Dortmund, den zuvor unter anderem die Mittelfeldakteure Jude Bellingham und Mahmoud Dahoud verlassen hatten. Gegen die Verpflichtung gab es von Fanseite Bedenken, da Nmecha im Februar 2023 homophobe und queerfeindliche Instagram-Beiträge geteilt hatte. Der BVB-Vorstand bat um Vertrauen, versah Nmechas Vertrag aber dennoch mit einer Klausel, laut der sich der Spieler zur Zahlung einer hohen Vertragsstrafe verpflichtet haben soll, falls er mit einem seiner Social-Media-Accounts „gegen den Wertekanon von Borussia Dortmund“ verstößt. An den ersten neun Bundesligaspieltagen stand der Neuzugang stets auf dem Feld und blieb mit der Borussia ungeschlagen. Am 1. Spieltag bereitete Nmecha den durch Donyell Malen erzielten Treffer zum 1:0-Endstand gegen den 1. FC Köln vor. Sein Debüt in der Champions League misslang, gegen Paris St. Germain wurde ihm Lustlosigkeit attestiert. Es folgte eine mehrmonatige Pause aufgrund einer Hüftverletzung, die sich bis ins Frühjahr 2024 hineinzog. In der Folge hatte sich vor allem Marcel Sabitzer im zentralen Mittelfeld einen Stammplatz erkämpft, woraufhin Nmecha in den letzten zehn Ligaspielen nur noch viermal von Beginn an auflief. Neben seiner Torpremiere in der Champions League (beim 1:0 gegen Newcastle United in der Gruppenphase) gelangte Nmecha mit Borussia Dortmund bis ins Endspiel des Wettbewerbs. In diesem unterlag der BVB dem Rekordsieger Real Madrid mit 0:2, Nmecha stand ohne Einsatz im Kader. Zuvor war Nmecha nach schlechten Leistungen gegen Atlético Madrid nur noch zu zwei Kurzeinsätzen gekommen.

### In der Nationalmannschaft
Im Oktober 2015 spielte Nmecha zweimal in der englischen U16-Auswahl. Im März 2018 wechselte er zum DFB und kam bis Anfang Mai 2018 drei Mal in der deutschen U18-Auswahl zum Einsatz. Noch im Mai 2018 wechselte Nmecha wieder zur FA und kam bis zum Ende des Monats zu drei Einsätzen in der englischen U18-Auswahl, in denen er einen Treffer erzielte. Von Oktober 2018 bis März 2019 war er in der englischen U19-Auswahl aktiv.
Anfang Februar 2022 erteilte ihm die FIFA die Erlaubnis für einen weiteren Wechsel zum DFB. Im März 2022 debütierte er unter Antonio Di Salvo im Rahmen der Qualifikation zur U21-Europameisterschaft 2023 in der deutschen U21-Nationalmannschaft.
Mitte März 2023 wurde er erstmals in den Kader der deutschen A-Nationalmannschaft berufen. Sein A-Länderspieldebüt gab er am 28. März 2023 in Köln bei der 2:3-Niederlage im Testspiel gegen die Nationalmannschaft Belgiens mit Einwechslung für Leon Goretzka in der 32. Minute. Sein erstes Länderspieltor erzielte er im November 2024 beim 1:1 gegen Ungarn in Budapest.

## Titel
- Englischer Ligapokalsieger: 2019 (Manchester City)